# Duarte Mendes
José Henrique Duarte Mendes GOL (Lisboa, 7 de Agosto de 1947) é um cantor português e "capitão de Abril".

## Biografia
[carece de fontes?]
É um dos denominados "capitães de Abril", pela sua intervenção na Revolução de 25 de Abril de 1974, fazendo parte do Movimento das Forças Armadas que derrubou o Governo de Marcelo Caetano, sendo oficial da Escola Prática de Artilharia de Vendas Novas.
Paralelamente teve uma longa carreira musical, tendo vencido o Festival RTP da Canção de 1975 com o tema "Madrugada".
A 23 de dezembro de 2022, foi agraciado com o grau de Grande-Oficial da Ordem da Liberdade.

### Música
A primeira participação de Duarte Mendes no Festival RTP da Canção (à data denominado "Grande Prémio TV da Canção 1970") foi em 1970 com a canção "Então Dizia-te".
No ano seguinte participa no VIII Grande Prémio TV da Canção Portuguesa com "Adolescente" de José Luis Tinoco e Ivette Centeno.
Lança um single com os temas "Vou Dançar Nas Manhãs De Janeiro" e "Dulce Neia".
Muda da etiqueta Philips para a Orfeu, de Arnaldo Trindade. Voltou a participar no Festival em 1972 com "Cidade Alheia" de José Luís Tinoco. Neste ano grava várias versões em inglês dos seus temas. Participa também no álbum editado pela Orfeu Fala do Homem Nascido, com produção de José Niza com 12 poemas de António Gedeão, colabora nos temas "Tempo de Poesia", "Vidro Côncavo" e "Lágrima de Preta".
A Orfeu editou um álbum homónimo (Duarte Mendes) com as canções lançadas em single ainda "Boy" e "Poissons d'Avril". 
Alcança o 3.º lugar do Festival RTP da Canção de 1973 com "Gente". É editado um EP com as canções "Gente", "O Retrato", e "Maria Vida Fria".
Em 1975 venceu o Festival RTP da Canção (ainda denominado "Grande Prémio TV da Canção") com a canção "Madrugada" da autoria de José Luís Tinoco. No Festival Eurovisão da Canção 1975, realizado em Estocolmo (Suécia) ficou apenas em 16.º lugar mas recebeu  12 pontos da Turquia.
Em 1978 colaborou no álbum "Lisboémia" de Júlio Pereira.
Foi editada uma compilação na série Clássicos da Renascença da Movieplay.
Em 2006 foi convidado para uma série de concertos de "Tributo ao Festival da Canção" com a participação de Anabela, Nucha, Paulo de Carvalho e Fernando Pereira.

## Discografia

### Singlese EP
- "Então Dizia-te / Como Um Homem Velho" (Single, Philips, 1970)
- "Adolescente / Dar e Cantar" (Single, Philips, 1971)
- "Vou Dançar Nas Manhãs De Janeiro / Dulce Neia" (Single, Philips, 1971)
- "Cidade Alheia / Town Without Sun" (Single, Orfeu, 1972)
- Tempo Sem Horas / Absence / Running Time (EP, Orfeu, 1972)
- Gente / O Retrato / Maria Vida Fria (EP, Orfeu, 1973)
- "O Lago / Sol e Angústia" (Single, Orfeu, 1973) SAT 852
- "Canção de Todos Nós / Hino à Mulher" (Single, Orfeu, 1974) KSAT 504
- "Madrugada / Entre Espanha e o Mar" (Single, Orfeu, 1975) KSAT 522

## Álbuns
- Duarte Mendes (LP, Orfeu, 1973) SB1003

### Compilações
- Clássicos da Renascença (CD, Movieplay, 2000)

### Participações
Fala do Homem Nascidode José Niza (LP, Orfeu, 1972) (Reedição CD, Movieplay, 1998)

## Comentários
Duarte Mendes recorda com particular prazer "o frisson durante os ensaios da versão em inglês, quando a rapaziada da imprensa internacional se apercebeu do que a canção dizia".